# 熱帶氣旋形成警報
熱帶氣旋形成警報（英語：Tropical Cyclone Formation Alert、簡稱：TCFA）是當一個熱帶擾動即將增強成熱帶氣旋時由聯合颱風警報中心以英文發出的警報。聯合颱風警報中心會在達到一定要求時發出熱帶氣旋生成警報，而發出時多數聯合颱風警報中心已經將該擾動的發展機率評定為HIGH（2011年5月31日或之前為GOOD）。

## 警報分段
一個熱帶氣旋形成警報一般分為三部份。

### 第一部份
第一部份提供了該熱帶系統的初步定位資料以及估算的最高持續風速。

### 第二部份
第二部份提供了該熱帶系統更詳細的資料，比如接近的城市。此部份亦會提及聯合颱風警報中心發出熱帶氣旋生成警報的原因。結尾時一般會加上發展機率評級，即LOW、MEDIUM或HIGH（分别为“低”“中”和“高”）。

### 第三部份
第三部份會提及發佈下一個警報的時間，該警報會更新資料。下一個警報可能是繼續發出形成警報、取消警報信息（可能不再評定為有機會發展為熱帶氣旋）或是對該熱帶系統的第一個正式報告（這情況下升格為熱帶低氣壓）。如果繼續發出形成警報，通常都是因為該熱帶系統沒有明顯的發展；如果是取消信息，多數會提及的是發展為熱帶氣旋的機會降低；如果是正式報告，則會提及一個熱帶氣旋已經生成，並提及其未來的動向。

### 警報例子
WTPN22 PGTW 031030

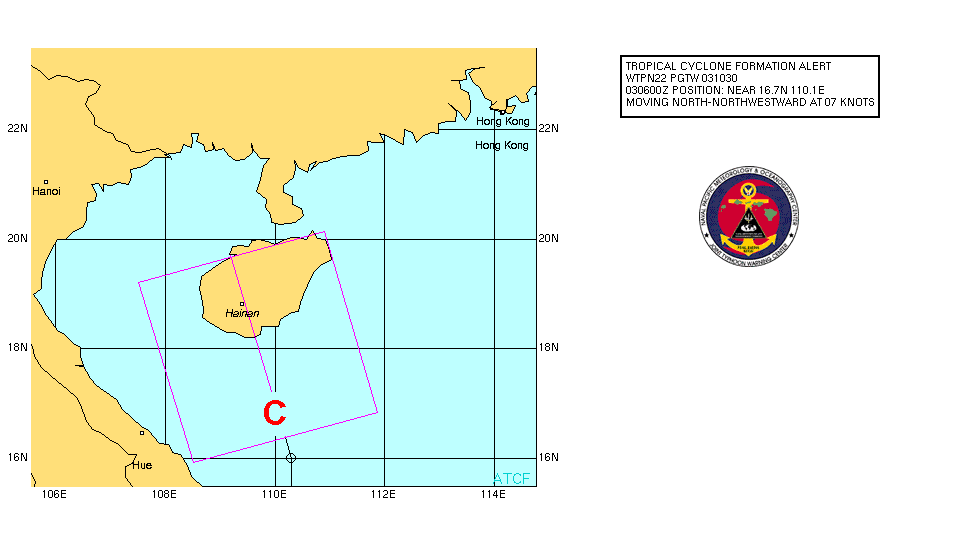
形成警報的圖片，這個系統並未有形成風暴。

MSGID/GENADMIN/NAVPACMETOCCEN PEARL HARBOR HI/JTWC//

SUBJ/TROPICAL CYCLONE FORMATION ALERT 031021Z JUL 06//

RMKS/
1. 這個警報將會於041030Z重新發佈、提升至警告或取消。//